# Extra (tuggummi)

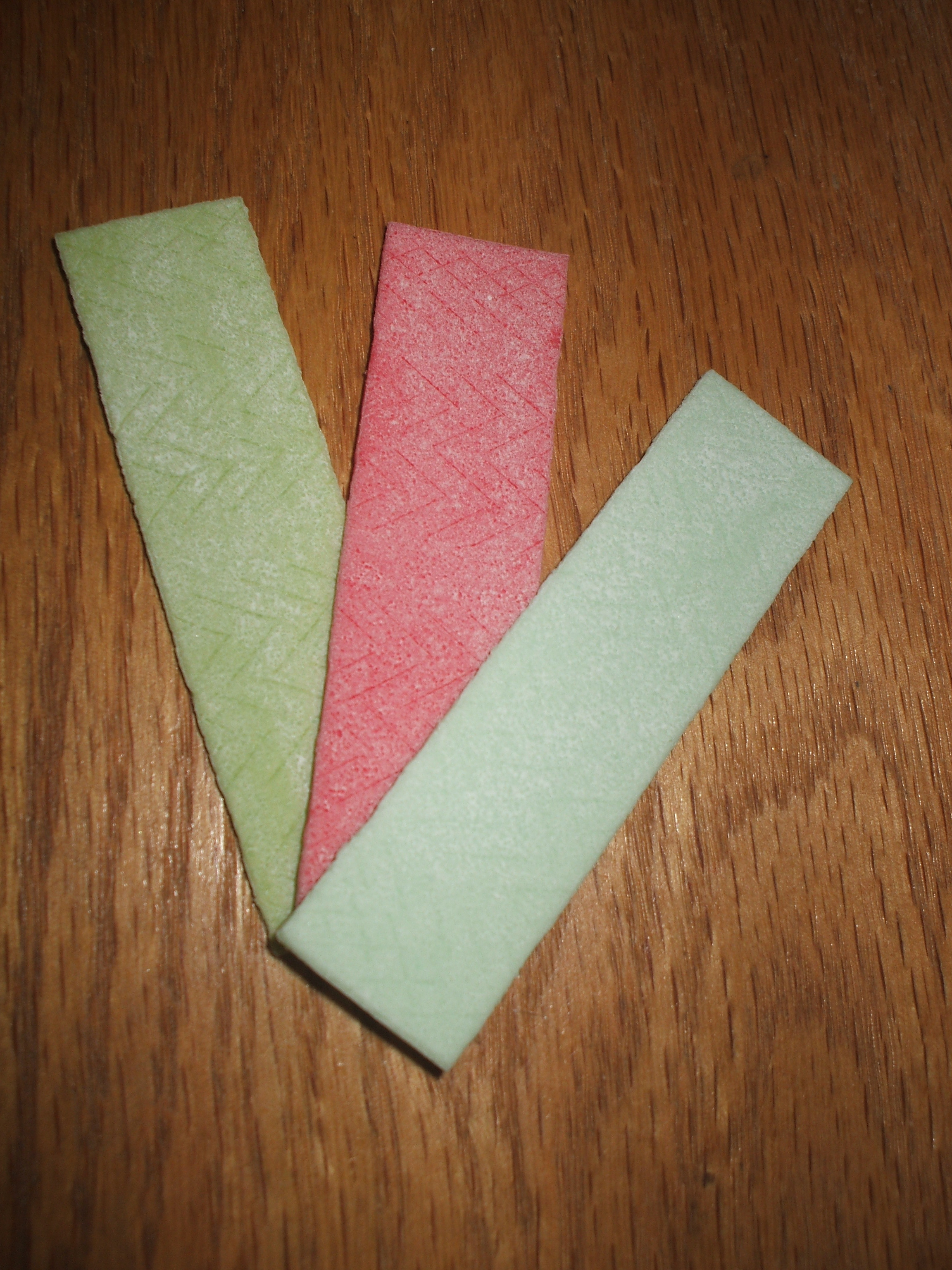
Remsor med tuggummit Extra.

Extra är ett tuggummimärke som säljs i många olika smaker. Extra innehåller andra sötningsmedel än socker och är gelatinfritt. Extra tillverkas och saluförs av Wrigley's och introducerades 1984. Varumärket Extra används även på liknande produkter med såsom pastilliknande godis. Extra marknadsförs med budskapet att det ska vara bra för tänderna eftersom det innehåller xylitol.

## Smaker
- Extra Strawberry
- Extra Apple
- Extra Salty Licorice
- Extra Menthol
- Extra Spearmint
- Extra Peppermint
- Extra Honey Lemon
- Extra Eucalyptus
- Extra Melon
- Extra Fresh Spearmint
- Extra Fresh Pepparmint
- Extra Melon Mint
- Extra White Sweet Mint
- Extra White Peppermint
- Extra White Sweet Fruit
- Extra White Melon Mint
- Extra Professional Grapefruit + Vitamin C
- Extra Bubble Mint
- Extra Superberries
- Extra Polar Ice
- Extra Watermelon
- Extra Raspberry Pomegranate